# Kivijärvi (sjö i Kuopio, Norra Savolax, 62,76 N, 27,49 Ö)
Kivijärvi är en sjö i kommunen Kuopio i landskapet Norra Savolax i Finland. Sjön ligger 161,4 meter över havet. Den är 1,4 meter djup. Arean är 74 hektar och strandlinjen är 5,6 kilometer lång. Sjön  ingår i Vuoksens huvudavrinningsområde.   Den ligger omkring 16 kilometer sydväst om Kuopio och omkring 320 kilometer norr om Helsingfors. 